# Der König von St. Pauli
Pour plus de détails, voir Fiche technique et Distribution.
Der König von St. Pauli (en français Le Roi de Sankt-Pauli) est une mini-série allemande réalisé par Dieter Wedel (de) diffusé en 1998.

## Synopsis
Rudi Kranzow dirige le célèbre bar de striptease "Blaue Banane" à St. Pauli. Son rival, le poissonnier Graf, cible l'établissement, car celui-ci est adjacent au bordel que Graf souhaite agrandir. La situation s'aggrave lorsque Kranzow perd une grosse somme d'argent au profit des gens de Graf en jouant aux dés et devient incapable de payer.
Peu de temps après, une attaque a lieu contre Kranzow au port ; il est transporté à l'hôpital et se retrouve dans le coma. Surpris par cette nouvelle, son fils Robert décide d'interrompre ses études à Munich et de retourner à St. Pauli. Jusque-là, Robert n'avait pas de bonnes relations avec son père, mais il veut toujours éviter que son père ne perde tout pendant sa convalescence. À ses côtés se trouvent Sugar, ex-boxeur et bras droit de Rudi, la prostituée Mizzi et la transsexuelle Karin. Ensemble, ils tentent d'empêcher la "banane bleue" d'être vendue.

## Fiche technique
- Titre original : Der König von St. Pauli
- Réalisation : Dieter Wedel (de)
- Scénario : Dieter Wedel, Hans Eppendorfer (de)
- Musique : Harold Faltermeyer, Gernot Rothenbach, Mario Schneider
- Direction artistique : Wolf Seesselberg (de)
- Costumes : Nikola Hoeltz (de)
- Photographie : Jan Betke, Gérard Vandenberg (de), Ralf Leistl (de), Franz Rath (de), Edward Kłosinski, Stefano Guidi
- Son : Peter Scherer
- Montage : Norbert Herzner (de), Tanja Schmidbauer
- Production : Mario Melzer, Dirk Eisfeld, Thilo Kleine
- Société de production : Bavaria Film, Corona Film
- Société de distribution : Sat.1
- Pays de production :  Allemagne
- Langue : allemand
- Format : Couleur - 1,78:1 - Mono - 35 mm
- Genre : Drame
- Durée : 622 minutes
- Date de diffusion :
  - Allemagne : 13 janvier 1998

## Distribution
- Hilmar Thate : Rudi Kranzow
- Hans Korte : Walter Graf
- Heinz Hoenig : Sugar
- Oliver Hasenfratz (de) : Robert Kranzow
- Sonja Kirchberger : Maria "Lajana" Reininger
- Julia Stemberger : Julia Reininger
- Alexander Radszun (de) : Dirk Westermann
- Eva Maria Bauer : Charlotte Bruns
- Maja Maranow (de) : Mizzi
- Florian Martens (de) : Karl-Heinz/Karin
- Otto Kukla : Max Graf
- Karoline Eichhorn : Tanja Graf
- Henry Hübchen : Manfred Fischer
- Andrea Sawatzki : Regine Fischer
- Hans Diehl (de) : Le Chuchoteur
- Gerhard Haase-Hindenberg (de) : Stullen-Paul
- Peter Roggisch : Schmidt-Weber
- Claude-Oliver Rudolph : Chinesen-Fiete
- Karin Giegerich : Olga, la journaliste
- Uwe Friedrichsen (de) : Vieting, conseiller municipal

## Épisodes
La première diffusion a eu lieu en janvier 1998 sur Sat.1 :
- Partie 1, 108 minutes, le 13 janvier 1998
- Partie 2, 102 minutes, le 14 janvier 1998
- Partie 3, 105 minutes, le 17 janvier 1998
- Partie 4, 100 minutes, le 18 janvier 1998
- Partie 5, 101 minutes, le 20 janvier 1998
- Partie 6, 106 minutes, le 21 janvier 1998

## Anecdotes
- La Herbertstraße et la rue dans laquelle se trouve le "Blaue Banane" et où se déroule une grande partie du film sont recréées au studio Bavaria Film de Munich. Dans les mêmes contextes, Sat.1/Bavaria Film produit la série Die Rote Meile, également une série télévisée se déroulant dans le quartier rouge.
- Dans certaines scènes, comme c'est l'habitude dans les productions Wedel, le réalisateur lui-même peut être vu brièvement.
- Le modèle du film pour le fondateur et le dirigeant du bordel est l'entrepreneur Willi Bartels (de) , qui servit Wedel en partie comme consultant.